# L'Homme à l'affût
Pour plus de détails, voir Fiche technique et Distribution.
L'Homme à l'affût (titre original : The Sniper) est un film noir américain, en noir et blanc, réalisé par Edward Dmytryk et sorti en 1952.
Ce film marque le retour de Edward Dmytryk à Hollywood après un exil politique en Angleterre et un court séjour en prison aux États-Unis, dus à son appartenance aux Dix d'Hollywood. Dans ce film, il dirige Adolphe Menjou, connu pour être l'un des acteurs les plus anti-communistes, membre de l'House Un-American Activities Committee et de la Motion Picture Alliance for the Preservation of American Ideals.

## Synopsis
Eddie Miller est un chauffeur-livreur vivant et travaillant à San Francisco. Malhabile avec les femmes, il vit comme un solitaire. Il est parfois pris de violentes pulsions pendant lesquelles, avec son fusil à lunette, il tue des femmes au hasard, tel un sniper. La police est plutôt désemparée face à ses crimes, dont elle ne parvient pas à comprendre les mobiles, jusqu'à ce qu'elle fasse appel à un psychologue qui va les aider à cerner la personnalité du tueur.

## Fiche technique
- Titre : L'Homme à l'affut
- Titre original : The Sniper
- Réalisation : Edward Dmytryk
- Scénario : Harry Brown , Edna Anhalt, Edward Anhalt
- Musique : George Antheil
- Directeur de la photographie : Burnett Guffey
- Montage : Aaron Stell
- Direction artistique : Rudolph Sternad (en), Walter Holscher (en)
- Décors : James Crowe
- Production : Stanley Kramer, Columbia Pictures
- Pays de production :  États-Unis
- Genre : Film noir
- Durée : 87 minutes
- Dates de sortie :
  - États-Unis : 9 mai 1952
  - France : 4 février 1953

## Distribution
- Adolphe Menjou : lieutenant de police Frank Kafka
- Arthur Franz : Edward "Eddie" Miller
- Gerald Mohr : sergent de police Joe Ferris
- Marie Windsor : Jean Darr
- Frank Faylen : inspecteur Anderson
- Richard Kiley : Dr James G. Kent
- Mabel Paige : la riche femme
- Marlo Dwyer : May Nelson
- Wally Cox : plongeur du restaurant
- Charles Lane : un ivrogne
- Karen Sharpe : une adolescente
- Jean Willes : une femme dans la rue
- Jay Novello : Pete
- Rory Mallinson : un policier
- Byron Foulger : Peter Eureka
- Grandon Rhodes : Warren Fitzpatrick
- Steve Pendleton : un ambulancier
- Charles Wagenheim : M. Alpine
- Dudley Dickerson : un employé de blanchisserie

## Récompenses et distinctions

### Nominations
- Oscars du cinéma 1953 :
  - Oscar de la meilleure histoire originale (Edna Anhalt et Edward Anhalt)
- Saturn Award 2010 :
  - Saturn Award de la meilleure collection DVD (au sein du coffret Columbia Pictures Film Noir Classics, Volume 1)